# Babjeviella inositovora
Babjeviella inositovora är en svampart som först beskrevs av Golubev, Blagod., Suetin & R.S. Trots., och fick sitt nu gällande namn av Kurtzman & M. Suzuki 20 10. Babjeviella inositovora ingår i släktet Babjeviella och familjen Debaryomycetaceae.   Inga underarter finns listade i Catalogue of Life.